# Мирза Юсуф
Мирза Юсуф (перс. میرزا یوسف‎; ? — 22 октября 1469) — последний султан из династии Кара-Коюнлу (1468—1469).

## Биография
Представитель династии Кара-Коюнлу. Четвёртый сын Джаханшаха (1397—1467), султана государства Кара-Коюнлу (1435—1467).
После восстания своего старшего брата Пирбудага в 1464 году Мирза Юсуф был назначен Джаханшахом губернатором провинции Фарс в Иране. 11 ноября 1467 года в битве при Чапакчуре Мирза Юсуф был захвачен в плен Узун-Хасаном, султаном Ак-Коюнлу, и ослеплен.
В 1468 году после смерти своего старшего брата, Хасана Али-хана, султана Кара-Коюнлу (1467—1468), Мирза Юсуф был провозглашен новым султаном Пир али Бегом Бахарлу, амир-аль-умаром и министром Джаханшаха. Вскоре к нему присоединились племянник Султан Али (сын Хасана Али-хана) и соперничающий принц Ак-Коюнлу Махмуд-бек (сын Кара Османа). У них были некоторые военные успехи в провинции Луристан. Однако вскоре Мирза Юсуф был разгромлен Узун-Хасаном и вынужден был отступить в Шираз, где он был убит 22 октября 1469 года Огорлу-Мухаммадом, сыном Узун-Хасана. Пир Али Бег Бахарлу бежал ко двору тимуридского правителя Хусейна Байкары.
Хадиджа Бегум, дочь Мирзы Юсуфа, вышла замуж за Пир Кули Бека, сына Альванда-Мирза. Их внук Кули Кутб Мульк позднее основал династию Кутб-шахов в султанате Голконда (Декан).